# Rànquing d'Habitabilitat Global
El Rànquing d'Habitabilitat Global (en anglès Global Liveability Ranking) és una avaluació anual publicada per Economist Intelligence Unit (EIU), que classifica 172 ciutats globals (anteriorment 140) per la seva qualitat de vida urbana basada en avaluacions d'estabilitat, salut, cultura i medi ambient, educació i infraestructures. La capital d'Àustria, Viena, va ser classificada com la ciutat més habitable el 2024, 2023, i 2022 entre les 172 ciutats enquestades per The Economist Intelligence Unit, havent guanyat prèviament el 2019 i 2018, i va quedar segona el 2017 i 2016. Auckland va ser la ciutat més habitable el 2021. Melbourne, Austràlia, va ser classificada per l'EIU com la ciutat més viva del món durant set anys consecutius, de 2011 a 2017. 
La capital siriana Damasc es va classificar com la ciutat menys habitable de les 140 avaluades el 2018 i el 2019, cosa que reflectí el conflicte en curs al país llavors.
Abans del 2011, Vancouver, Canadà, es va classificar com la ciutat més habitable per l'EIU del 2002 al 2010. El 2011, l'EIU va declarar que un tancament d'autopista a l'illa de Vancouver (separada de Vancouver per l'⁣estret de Geòrgia i no connectada per un pont) va provocar un "petit ajust" a la qualificació de Vancouver, cosa que suggereix un possible error en la classificació de 2011. A més de Melbourne, Viena i Vancouver, altres ciutats més recurrents entre les 10 millors des del 2015 són Calgary i Toronto.
Les ciutats del món occidental solen dominar les 10 primeres, cosa que reflecteix la seva àmplia disponibilitat de béns i serveis, el baix risc personal i una infraestructura eficaç. Un article d'opinió del 2010 a The New York Times va criticar l'Economist Intelligence Unit per ser massa anglocèntric, afirmant que: "The Economist equipara l'habitabilitat amb parlar anglès".
L'EIU també publica una enquesta mundial sobre el cost de la vida que compara el cost de la vida en una sèrie de ciutats globals.

## Resultats de l'any 2024
Les 10 millors ciutats del rànquing 2024.
| Sl. | Ciutat     | Puntuació | País        |
| --- | ---------- | --------- | ----------- |
| 1   | Vienna     | 98.4      | Austria     |
| 2   | Copenhagen | 98.0      | Denmark     |
| 3   | Zürich     | 97.1      | Switzerland |
| 4   | Melbourne  | 97.0      | Australia   |
| 5   | Calgary    | 96.8      | Canada      |
| 5   | Geneva     | 96.8      | Switzerland |
| 7   | Sydney     | 96.6      | Australia   |
| 7   | Vancouver  | 96.6      | Canada      |
| 9   | Osaka      | 96.0      | Japan       |
| 9   | Auckland   | 96.0      | New Zealand |

## Resultats de l'any 2023
Les 10 millors ciutats del rànquing 2023.
| Sl. | City       | Puntuació | País        |
| --- | ---------- | --------- | ----------- |
| 1   | Vienna     | 98.4      | Austria     |
| 2   | Copenhagen | 98.0      | Denmark     |
| 3   | Melbourne  | 97.4      | Australia   |
| 4   | Sydney     | 97.4      | Australia   |
| 5   | Vancouver  | 97.3      | Canada      |
| 6   | Zürich     | 97.1      | Switzerland |
| 7   | Calgary    | 96.8      | Canada      |
| 7   | Geneva     | 96.8      | Switzerland |
| 9   | Toronto    | 96.5      | Canada      |
| 10  | Osaka      | 96.0      | Japan       |
| 10  | Auckland   | 96.0      | New Zealand |

## Resultats de l'any 2022
Les 10 millors ciutats del rànquing 2022.
| Sl. | City       | Puntuació | País        |
| --- | ---------- | --------- | ----------- |
| 1   | Vienna     | 98.4      | Austria     |
| 2   | Copenhagen | 98.0      | Denmark     |
| 3   | Zürich     | 96.3      | Switzerland |
| 3   | Calgary    | 96.3      | Canada      |
| 5   | Vancouver  | 96.1      | Canada      |
| 6   | Geneva     | 95.9      | Switzerland |
| 7   | Frankfurt  | 95.7      | Germany     |
| 8   | Toronto    | 95.4      | Canada      |
| 9   | Amsterdam  | 95.3      | Netherlands |
| 10  | Melbourne  | 95.1      | Australia   |
| 10  | Osaka      | 95.1      | Japan       |

## Resultats de l'any 2021
Les 10 millors ciutats del rànquing 2021.
| Sl. | City       | Puntuació | País        |
| --- | ---------- | --------- | ----------- |
| 1   | Auckland   | 96.0      | New Zealand |
| 2   | Osaka      | 94.2      | Japan       |
| 3   | Adelaide   | 94.0      | Australia   |
| 4   | Wellington | 93.7      | New Zealand |
| 4   | Tokyo      | 93.7      | Japan       |
| 6   | Perth      | 93.3      | Australia   |
| 7   | Zürich     | 92.8      | Switzerland |
| 8   | Geneva     | 92.5      | Switzerland |
| 8   | Melbourne  | 92.5      | Australia   |
| 10  | Brisbane   | 92.4      | Australia   |

## Resultats de l'any 2019
Les 10 millors ciutats del rànquing de 2019.
| Sl. | City       | Puntuació | País      |
| --- | ---------- | --------- | --------- |
| 1   | Vienna     | 99.1      | Austria   |
| 2   | Melbourne  | 98.4      | Australia |
| 3   | Sydney     | 98.1      | Australia |
| 4   | Osaka      | 97.7      | Japan     |
| 5   | Calgary    | 97.5      | Canada    |
| 6   | Vancouver  | 97.3      | Canada    |
| 7   | Tokyo      | 97.2      | Japan     |
| 7   | Toronto    | 97.2      | Canada    |
| 9   | Copenhagen | 96.8      | Denmark   |
| 10  | Adelaide   | 96.6      | Australia |

## Resultats de l'any 2018
Les 10 millors ciutats del rànquing de 2018.
| Sl. | City       | Puntuació | País      |
| --- | ---------- | --------- | --------- |
| 1   | Vienna     | 99.1      | Austria   |
| 2   | Melbourne  | 98.4      | Australia |
| 3   | Osaka      | 97.7      | Japan     |
| 4   | Calgary    | 97.5      | Canada    |
| 5   | Sydney     | 97.4      | Australia |
| 6   | Vancouver  | 97.3      | Canada    |
| 7   | Tokyo      | 97.2      | Japan     |
| 7   | Toronto    | 97.2      | Canada    |
| 9   | Copenhagen | 96.8      | Denmark   |
| 10  | Adelaide   | 96.6      | Australia |

## Resultats de l'any 2017
Els 10 millors del rànquing de 2017.
| Sl | City      | Puntuació | País        |
| -- | --------- | --------- | ----------- |
| 1  | Melbourne | 97.5      | Australia   |
| 2  | Vienna    | 97.4      | Austria     |
| 3  | Vancouver | 97.3      | Canada      |
| 4  | Toronto   | 97.2      | Canada      |
| 5  | Adelaide  | 96.6      | Australia   |
| 5  | Calgary   | 96.6      | Canada      |
| 7  | Perth     | 95.9      | Australia   |
| 8  | Auckland  | 95.7      | New Zealand |
| 9  | Helsinki  | 95.6      | Finland     |
| 10 | Hamburg   | 95        | Germany     |

## Resultats de l'any 2016
Els 10 millors del rànquing de 2016.
| Sl. | City      | Puntuació | País        |
| --- | --------- | --------- | ----------- |
| 1   | Melbourne | 97.5      | Australia   |
| 2   | Vienna    | 97.4      | Austria     |
| 3   | Vancouver | 97.3      | Canada      |
| 4   | Toronto   | 97.2      | Canada      |
| 5   | Adelaide  | 96.6      | Australia   |
| 5   | Calgary   | 96.6      | Canada      |
| 7   | Perth     | 95.9      | Australia   |
| 8   | Auckland  | 95.7      | New Zealand |
| 9   | Helsinki  | 95.6      | Finland     |
| 10  | Hamburg   | 95        | Germany     |

## Resultats de l'any 2015
Els 10 millors del rànquing de 2015.
| Sl. | City      | Puntuació | País        |
| --- | --------- | --------- | ----------- |
| 1   | Melbourne | 97.5      | Australia   |
| 2   | Vienna    | 97.4      | Austria     |
| 3   | Vancouver | 97.3      | Canada      |
| 4   | Toronto   | 97.2      | Canada      |
| 5   | Adelaide  | 96.6      | Australia   |
| 5   | Calgary   | 96.6      | Canada      |
| 7   | Sydney    | 96.1      | Australia   |
| 8   | Perth     | 95.9      | Australia   |
| 9   | Auckland  | 95.7      | New Zealand |
| 10  | Helsinki  | 95.6      | Finland     |
| 10  | Zürich    | 95.6      | Switzerland |